# Greendale (Wisconsin)
Greendale és una població dels Estats Units a l'estat de Wisconsin. Segons el cens del 2000 tenia 14.405 habitants.

## Demografia
Segons el cens del 2000, Greendale tenia 14.405 habitants, 6.011 habitatges, i 4.207 famílies. La densitat de població era de 993,2 habitants per km².
Dels 6.011 habitatges en un 27,7% hi vivien nens de menys de 18 anys, en un 58,5% hi vivien parelles casades, en un 8,8% dones solteres, i en un 30% no eren unitats familiars. En el 26,9% dels habitatges hi vivien persones soles el 13,4% de les quals corresponia a persones de 65 anys o més que vivien soles. El nombre mitjà de persones vivint en cada habitatge era de 2,38 i el nombre mitjà de persones que vivien en cada família era de 2,88.
Per edats la població es repartia de la següent manera: un 22,4% tenia menys de 18 anys, un 6% entre 18 i 24, un 23,7% entre 25 i 44, un 27,9% de 45 a 60 i un 20,1% 65 anys o més.
L'edat mediana era de 44 anys. Per cada 100 dones de 18 o més anys hi havia 84,9 homes.
La renda mediana per habitatge era de 55.553 $ i la renda mediana per família de 65.071 $. Els homes tenien una renda mediana de 47.534 $ mentre que les dones 31.576 $. La renda per capita de la població era de 28.363 $. Aproximadament el 3% de les famílies i el 3,9% de la població estaven per davall del llindar de pobresa.

## Poblacions més properes
El següent diagrama mostra les poblacions més properes.